# Sanatori de Battle Creek
El sanatori de Battle Creek situat a Battle Creek, Michigan, Estats Units, fou un complex sanitari basat en els principis defensats per l'Església Adventista del Setè Dia, estretament associada amb John Harvey Kellogg.
El centre va ser adquirit per l'Exèrcit dels EUA durant la Segona Guerra Mundial i va ser transformat en el Percy Jones Army Hospital. El 2003 va ser reconvertit en un complex d'edificis federals anomenat Hart-Dole-Inouye Federal Center.